# باتريك سونغ
باتريك سونغ (بالإنجليزية: Patrick Sung)‏ هو عالم كيمياء حيوية أمريكي، ولد في 24 مايو 1959.